# A Chance to Live
A Chance to Live (dt. Eine Chance zu leben) ist ein US-amerikanischer Dokumentar-Kurzfilm von 1949, bei dem James L. Shute Regie führte. Es handelt sich um eine Produktion der Twentieth Century Fox. Der von Richard de Rochemont im Auftrag von Time Inc. produzierte Film ist Teil der The-March-of-Time-Reihe. Der Film startete am 23. Dezember 1949 in den Kinos.

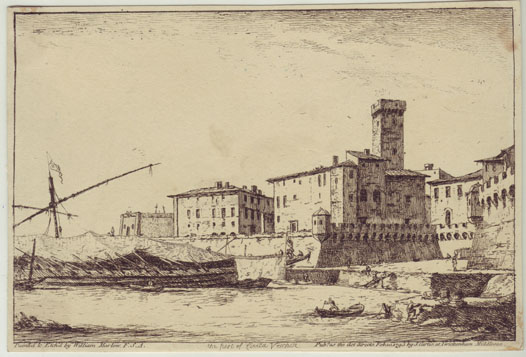
Civitavecchia, Ansicht 1795

## Handlung
Im Mittelpunkt des Films steht Monsignore John Patrick Carroll-Abbing und dessen Engagement für Jugendliche. Carroll-Abbing gründete nach dem Zweiten Weltkrieg die erste Knabenanstalt für Straßenjungen in Italien. Nachdem Jungen auch aus weiter weggelegenen Orten kamen und es langsam zu eng in der zuerst in Kellerräumen betriebenen Unterkunft wurde, stellte man dem jungen Priester Don Rivolta und Carroll-Abbing 1945 die Ruinen zweier nahe am Meer befindlicher Häuser zur Verfügung, gelegen zwischen den Küstenorten Santa Marinella und Civitavecchia. Don Rivolta und Carroll-Abbing hatten sich bereits zuvor gemeinsam um Straßenkinder gekümmert. Rivolta übernahm in erster Linie die Erziehung und Ausbildung der Knaben, während Carroll-Abbing sich als Leiter des US-Hilfswerkes „Relief for Italy“, eines geldgebenden Hilfswerkes, mit der Finanzierung auseinandersetzte, um die Versorgung der Knabenanstalt zu gewährleisten. Ende Oktober 1945 zogen die ersten Jungen ein. Ein halbes Jahr später stellte die schweizerische Hilfsorganisation Don Suisse 25 vorgefertigte Häuser zur Verfügung. Die Jungen selbst kümmerten sich um die Einrichtung und Ausstattung, wobei das Schweizer Hilfswerk sie unterstützte. „Tor Marangone“, so der Name des Knabenhauses zwischen Civitavecchia und Santa Marinella, wurde das erste seiner Art in Italien.
Neben dem Besuch der Schule, arbeiteten zumindest die älteren Kinder nachmittags auf dem Feld, töpferten oder waren beim Fischfang aktiv oder in anderen Werkstätten. Für alle Arbeiten im Haus waren die Jungen selbst verantwortlich. Sie wählten auch einen der ihren als „Bürgermeister“ und besprachen in täglichen Versammlungen alle anfallenden Probleme und Bedürfnisse und beschlossen, was zu tun sei. Jeder von ihnen sollte möglichst mit einer verantwortungsvollen Aufgabe betraut werden. Lief einer der Jungen davon, konnte er jederzeit zurückkehren, ohne fürchten zu müssen, dafür bestraft zu werden. Zwar gab es für bestimmte Vergehen harte Strafen, aber keine körperlichen Züchtigungen. Das Gute sollte sich auszahlen, das Schlechte kostete etwas. Arbeit, wozu auch der Schulbesuch zählte, und öffentliche Ämter, wurden in Geld entlohnt, Vergehen mit Geldstrafen geahndet.
Als die UN-Flüchtlingshilfe auslief, reiste Carroll-Abbing in den Jahren 1947 und 1949 in die USA und warb um Spenden. Dort gründete er auch ein Unterstützungskomitee für die in „Boys’ Republic of Civitavecchia“ umbenannte Knabenrepublik „Tor Marangone“. Des Weiteren gründete er die Boys’ Towns of Italy INC als unterstützende Organisation für seine weiter geplanten Kinderdörfer.

## John Patrick Carroll-Abbing
Caroll-Abbing wurde am 11. August 1912 in Dublin geboren und wuchs in Irland und England auf. 1930 nahm er ein Theologiestudium in Rom auf. Die Stadt wurde zu seinem Hauptwohnsitz. Von Papst Pius XII. wurde er zum persönlichen Sekretär von Kardinal Giuseppe Pizzardo berufen und kurze Zeit später zum Monsignore ernannt. Carroll Abbing, der im Juli 2001 verstarb, war ein bedeutender Organisator, insbesondere im sozialen- sowie im Gesundheitsbereich. Er gründete und leitete Dutzende von nationalen und internationalen Hilfsorganisationen.

## Auszeichnungen
Für A Chance to Live wurde Richard De Rochemont auf der Oscarverleihung 1950 mit einem Oscar in der Kategorie „Bester Dokumentarfilm (Kurzfilm)“ ausgezeichnet, zusammen mit Edward Selzers Dokumentar-Kurzfilm So Much for So Little.

## Verweis
- siehe auch Teufelskerle und Das sind Kerle, Filme deren Handlung sich dieses Themas ebenfalls annimmt.